# Welsh springer spaniel
Il Welsh Springer Spaniel è una razza canina di origine gallese. Predecessore di tutti gli Spaniel, è un cane da caccia ed è dotato di una buona agilità fisica.